# Curt Kaiser
Curt Kaiser (* 26. Januar 1865 in Luckau; † 25. April 1940 in Berlin) war 1907 bis zur Novemberrevolution Bürgermeister der Stadt Rixdorf beziehungsweise der Stadt Neukölln. 

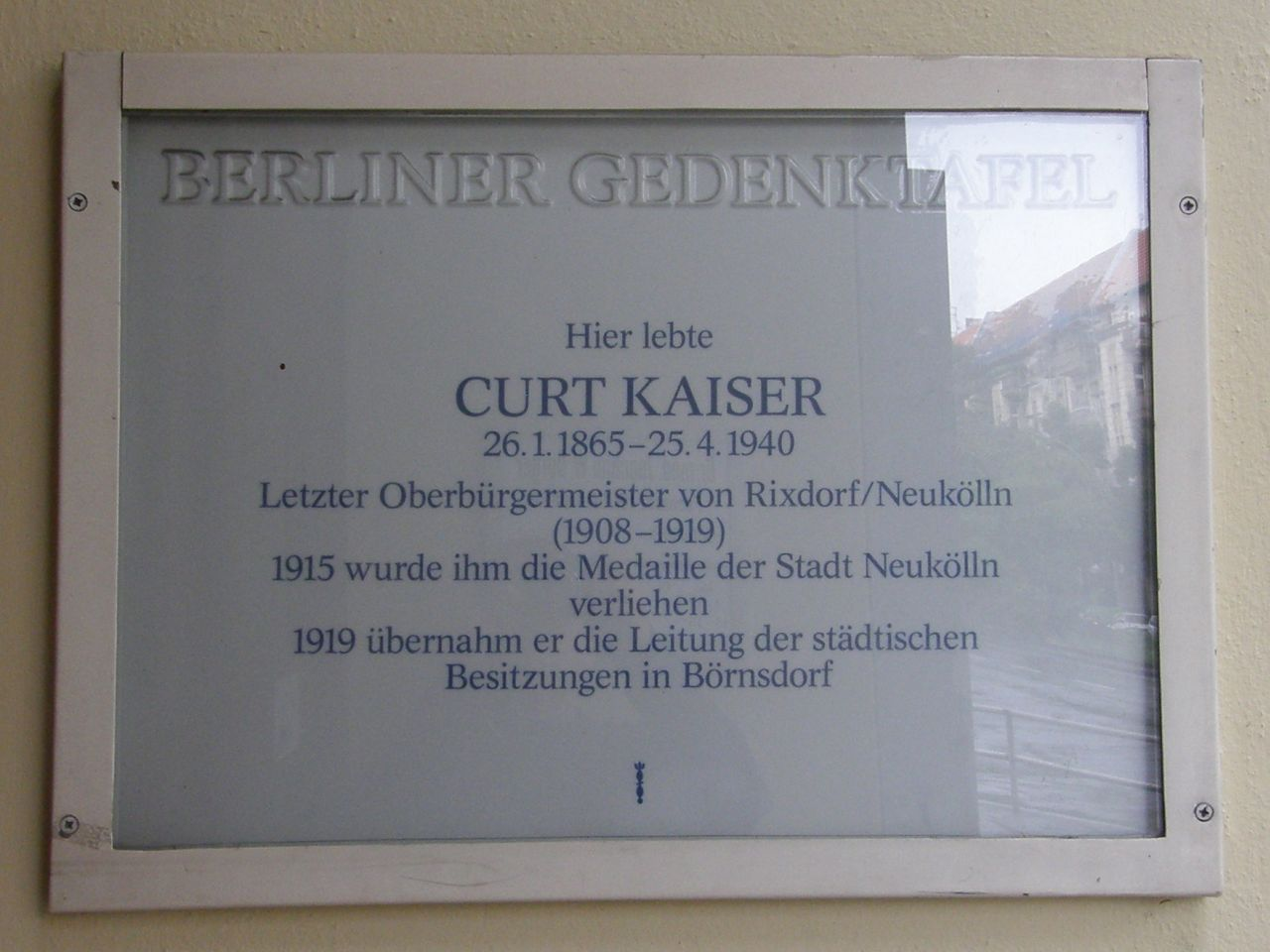
Berliner Gedenktafel in der Sonnenallee

## Leben
Während seines Studiums wurde Kaiser im Wintersemester 1885/86 Mitglied der Landsmannschaft Thuringia Berlin und im Wintersemester 1886/87 der Landsmannschaft Plavia Leipzig. Nach seinem Studium wurde er Rechtsanwalt und Notar.
Nach dem Tod von Hermann Boddin (1844–1907) wurde Curt Kaiser von der Stadtverordnetenversammlung Rixdorf bei Berlin zum Bürgermeister gewählt. Im folgenden Jahr verlieh der Kaiser Wilhelm II. Curt Kaiser den Titel Oberbürgermeister von Rixdorf – der „Kaiser von Rixdorf“. 1912 wurde der Name der Stadt auf „Neukölln“ geändert. Kaiser trat im Zuge der Revolution 1919 zurück, sein Nachfolger wurde der Sozialdemokrat Alfred Scholz (1875–1944). 